# Vásquez (Buenos Aires)
Vásquez è una località dell'Argentina, parte del partido di Adolfo Gonzales Chaves nella provincia di Buenos Aires.
Si trova a 19 km da Adolfo Gonzales Chaves, capoluogo del partido.
415 km a sud di Buenos Aires 33 km a nordovest di 

## Storia
La località sorse con l'estensione della linea ferroviaria da Benito Juárez a Tres Arroyos e la conseguente creazione della stazione, datata 1886, attorno alla quale si sviluppò il paese, che crebbe nei primi anni del 1900 fino ad arrivare a circa 1600. 
Alla chiusura della linea ferroviaria l'insediamento conobbe una rapida diminuzione, fino a contare meno di 100 abitanti a partire dagli anni '80.

## Società

### Evoluzione demografica
Al 2022 la città conta 56 abitanti, rappresentando un aumento del 30% rispetto ai 43 abitanti del censimento precedente, datato 2010.